# Дионисий (Ерхан)
Епи́скоп Диони́сий (рум. Episcopul Dionisie, в миру Дмитрий Васильевич Ерхан, рум. Dimitrie Erhan; 2 ноября 1868, Бардар — 17 сентября 1943, Кишинёв) — епископ Румынской православной церкви, епископ Белгород-Днестровский и Измаильский.
Канонизирован решением Священного Синода Румынской Православной Церкви от 25 октября 2018 года. День памяти установлен в день кончины, 17 сентября по новому стилю

## Биография
Родился 2 ноября 1868 года в селе Бардаре Бессарабской губернии Российской империи (сегодня Яловенский район, Республика Молдова) в семье Василия и Адрианы Ерхан.
В возрасте 15 лет, 28 ноября 1883 года поступил в Сурученский Георгиевский монастырь, где в 1890 году пострижен в рясофор, в 25 сентября 1899 года — в монашество. В 1900 году был рукоположён в сан иеродиакона, а в 1904 году — в сан иеромонаха. В 1906 году был назначен исполняющим настоятеля обители, в 1908 году — настоятелем. Систематического богословского образования не получил. Занимался самообразованием.
Поддерживал прорумынское движение в Бессарабии. На протяжении многих лет он учил читать и писать по-румынски всех братьев в монастыре, заботился о том, чтобы монахи были обучены, познали истину православной веры, историю Церкви и народа. Поддержал редакцию молдавской газеты «Basarabia» и сотрудничал с церковным журналом «Luminatorul», написав серию статей против секты иннокентиевцев. В 1917—1918 году выступил за присоединение Бессарабии к Румынии. Был принят в клир Румынской Православной Церкви.
В 1918 году был возведён в сан архимандрита, избран Синодом Румынской православной церкви и рукоположён во епископа Измаильского, викария Кишинёвской и Хотинской архиепископии. Хиротония состоялась 22 июля 1918 года в Кафедральном соборе города Яссы.
10 марта 1923 года в связи с образованием Белгородской (Четатя-Албской) и Измаильская епархии его титул был изменён на Тигинский.
В 1932 году был назначен временно управляющим Белгородско-Измаильской епархии. 20 октября 1933 года решением  епархиальным собрания был избран правящим архиереем данной епархии. Его интронизация была временно затруднена тем, что епископ Дионисий не имел степени лиценциата богословия, а Священный Синод Румынской православной церкви из-за не мог подтвердить избрание. Но педагогический совет богословского факультета в Кишинёве вместе с сенатом Ясского университета с учётом единодушного желания верующих на Южной Бессарабии иметь в качестве правящего архиерея епископа Дионисии Эрхана, по инициативе декана профессор Николае Попеску-Прахова, присвоил ему звание доктора honoris causa. После этого события Священный Синод на заседаниях 18-19 апреля 1934 года под председательством патриарха Мирона (Кристя), утвердил епископа Дионисия в качестве епископа Белгородского и Измаильского. 15 мая того же года состоялась его интронизация.
Летом 1940 году когда Бессарабия вошла в состав Советского Союза, епископ Дионисий поспешно бежал в Румынию. На несколько месяцев стал местоблюстителем Арджешской епархии, сохраняя прежний титул.
1 сентября 1941 года был почислен на покой. Вернулся в Бессарабию.
Скончался 17 сентября 1943 года в центральной больнице Кишинёва. Был погребён в Сурученском монастыре.

## Канонизация и почитание
10 июля 2018 года во время ремонтных работ в Суручанском монастыре рабочие обнаружили пробоину гробницы, которую вскрыли с благословения митрополита Владимира. По словам настоятельницы церкви, все были поражены увиденным. Митрополит Владимир благословил мать-настоятельницу Епистимию осуществить детальное исследование жизненного подвига епископа Дионисия. 27 июля 2018 года митрополит Владимир (Кантарян), посетивший с рабочим визитом Суручанский монастырь, благословил мать-настоятельницу Епистимию осуществить детальное исследование жизненного подвига епископа Дионисия. Основную подготовку к канонизации взял на себя епископ Южнобессарабский Вениамин (Горяну).
25 октября 2018 года решением Священного Синода Румынской Православной Церкви был канонизирован в лике святых. День памяти установлен в день кончины, 17 сентября по новому стилю.
28 октября 2018 года в Бухаресте состоялась церемония прославления епископа Дионисия в лике святых в воскресенье в присутствии Патриарха Румынии, членов Священного Синода Румынской православной церкви и тысяч паломников, прибывших в столицу Румынии. В провозглашении канонизации нового святого приняли участие как представители Кишинёвской митрополии Московского патриархата, так и Бессарабской митрополии Румынского патриархата.